# Chapelle Sainte-Brigitte de Långöre
Pour les articles homonymes, voir chapelle Sainte-Brigitte.
La chapelle Sainte-Brigitte de Långöre (en suédois : Sankta Britas kapell) est une ancienne chapelle aujourd’hui en ruines, située sur la côte est de l’île suédoise d’Öland dans une zone marécageuse appelée Kapelludden (sv), au lieu-dit Långöre (nl) à environ quatre kilomètres du village de Bredsättra (sv) dans la municipalité de Borgholm.
Possiblement nommée initialement d’après sainte Brigitte de Kildare, elle a ensuite été dédiée à sainte Brigitte de Suède.
La chapelle, construite en pierre calcaire, date du XIIIe siècle. Elle a été abandonnée au plus tard au milieu du XVIe siècle, et il ne reste aujourd’hui que les fondations et le mur oriental, le mur occidental étant tombé lors d’une tempête en 1914. On trouve à proximité de la chapelle un puits et une croix en pierre haute de 3,3 mètres et large de 1,9 mètre.

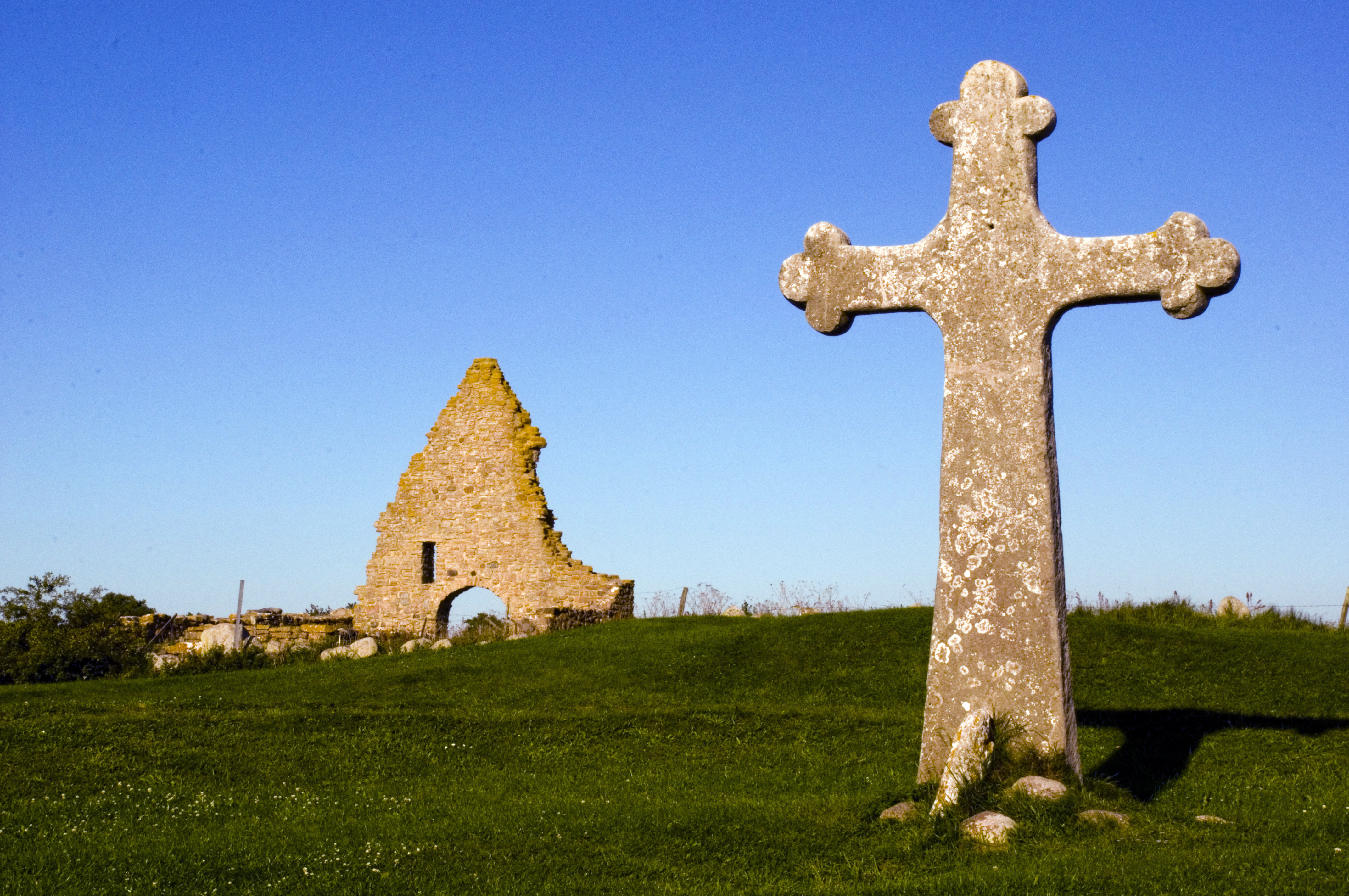
Les ruines et la croix de pierre.

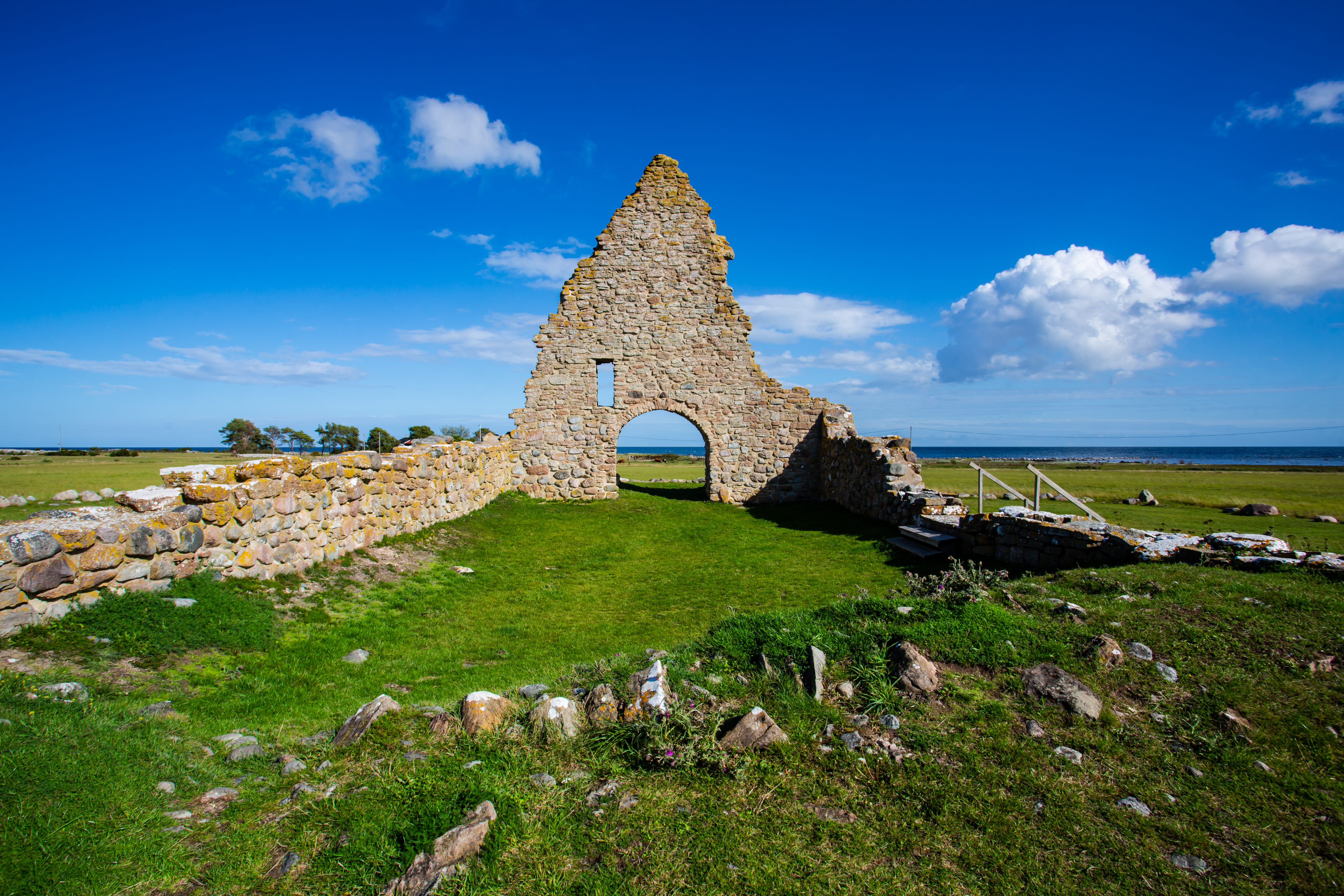
La chapelle Sainte-Brigitte de Långöre. Septembre 2020.